# Sapha amicorum
Sapha amicorum is een slakkensoort uit de familie van de Philinoglossidae. De wetenschappelijke naam van de soort is voor het eerst geldig gepubliceerd in 1959 door Marcus.